# Aankomstverklaring
Een aankomstverklaring of bijlage 3 is in België een juridisch document dat een niet-EU-burger ontvangt wanneer hij voor een periode van max. 90 dagen in België verblijft in het kader van toerisme, zaken of familiebezoek. Deze aanmelding is verplicht. 
Op deze aanmeldingsplicht bestaan er 3 uitzonderingen:  
- men verblijft in een hotel, pension, camping of jeugdherberg
- men is opgenomen in een ziekenhuis
- men is opgesloten in een strafinrichting

Als de gemeente niet onmiddellijk een aankomstverklaring kan afgeven, dan krijg je een bijlage 15 die geldig is gedurende 15 dagen.

## EU-burger
Een EU-burger verkrijgt een melding van aanwezigheid of bijlage 3ter.

## Algemeen
Indien men niet in bezit is van een melding van aanwezigheid of aankomstverklaring, kan dit een geldboete tot gevolg hebben. 